# Springfield (Missouri)
Springfield ist die drittgrößte Stadt im US-Bundesstaat Missouri und der Verwaltungssitz (County Seat) des Greene Countys. Das Stadtgebiet reicht mit einem Teil in das benachbarte Christian County. Das U.S. Census Bureau hat bei der Volkszählung 2020 eine Einwohnerzahl von 169.176 ermittelt.
Springfield, auch „The Queen City of the Ozarks“ genannt, erstreckt sich über eine Fläche von 191 km². Sie zählt 169.176 Einwohner (Stand 2020). Die Bevölkerungsdichte beträgt etwa 893 Einwohner pro km².
Springfield ist Sitz des katholischen Bistums Springfield-Cape Girardeau und des RISS-Zentrums Mid-States Organized Crime Information Center (MOCIC). In Springfield befindet sich das United States Medical Center for Federal Prisoners, ein Krankenhaus für Insassen der Bundesgefängnisse.

## Einwohnerentwicklung
| Jahr | Einwohner¹ |
| ---- | ---------- |
| 1980 | 133.116    |
| 1990 | 140.494    |
| 2000 | 152.466    |
| 2010 | 159.441    |
| 2016 | 167.319    |
| 2020 | 169.176    |

¹ 1980–2020: Volkszählungsergebnisse

## Geschichte
Springfield wurde 1829 von den Brüdern John P. und Madison Campbell gegründet, welche die Ansiedlung zunächst „Fulbright Spring“ nannten. Die erste Zeitung „Ozark Standard“ ging 1842 in Konkurs, doch viele andere folgten wie 1844 der „Springfield Advertiser“. Am 30. April 1926 schlugen zwei Geschäftsleute in Springfield den Namen „U.S. 66“ als neuen Namen für den Highway der Route 66 vor. Sie führte nach ihrer Fertigstellung im Jahre 1938 in Springfield von der Kearney über Glenstone zur St. Louis Street, am Park Central Square vorbei zu Olive und College Street.

## Politik

### Städtepartnerschaften
- Isesaki, Gunma, Japan[6]
- Tlaquepaque, Jalisco, Mexico[6]

## Hochschulen
- Assemblies of God Theological Seminary
- Baptist Bible College
- Central Bible College
- Global University
- Drury University
- Evangel University
- Forest Institute of Professional Psychology
- Missouri State University
- Ozarks Technical Community College
- St. John’s College of Nursing and Health Sciences der Southwest Baptist University
- Vatterott College
- Everest College
- Cox College
- Bryan College

## Söhne und Töchter der Stadt
- Roscoe C. Patterson (1876–1954), Politiker
- George Hively (1889–1950), Drehbuchautor und Filmeditor
- Horace Eubanks (1894–1948), Jazzmusiker
- William A. Beiderlinden (1895–1981), Generalmajor der United States Army
- Jimmie Angel (1899–1956), Pilot
- Bert Grimm (1900–1985), Tätowierer
- Boots Faye (1923–1999), Country-Sängerin
- Speedy West (1924–2003), Country-Musiker
- Jim Lowe (1923–2016), Sänger
- Alice Kelley (1932–2012), Schauspielerin und Model
- Neal T. Jaco (* um 1937), Generalleutnant der United States Army
- Gerry Perry (* 1947), Tennisspieler
- Kathleen Turner (* 1954), Schauspielerin
- Payne Stewart (1957–1999), Golfprofi
- Janet Lynn Kavandi (* 1959), Astronautin
- Brad Pitt (* 1963), Schauspieler
- Matt Blunt (* 1970), Politiker und 2005–2009 Gouverneur von Missouri
- David Bach (* 1971), Pokerspieler
- Tony Tost (* 1975), Filmregisseur, Dichter, Kritiker und Drehbuchautor
- Lucas Grabeel (* 1984), Schauspieler
- Anthony Tolliver (* 1985), Basketballspieler
- Nick Benson (* 1994), Schauspieler

- Someone Still Loves You Boris Yeltsin (gegr. 2004), Band

## Verkehr
Springfield liegt an der Interstate 44 zwischen St. Louis und Tulsa, Oklahoma.
Die BNSF Railway betreibt einen wichtigen Eisenbahnknotenpunkt in Springfield. Mehr als 65 Güterzüge erreichen bzw. verlassen die Stadt täglich. Personenzüge verkehren in Springfield seit 1967 nicht mehr.
Der regionale Springfield-Branson National Airport zählt jährlich etwa 700.000 Passagiere.

## Sport
Springfield wird im professionellen Baseball durch die Springfield Cardinals vertreten. Das Farmteam der St. Louis Cardinals spielt in der Double-A Minor League, der dritthöchsten Liga im nordamerikanischen Baseball.
Die Sportmannschaften der Missouri State University werden Missouri State Bears genannt und nehmen an der Missouri Valley Conference teil.
Der Highland Springs Country Club ist Austragungsort des jährlich stattfindenden PGA-Golfturniers Price Cutter Charity Championship.

## Klimatabelle
|                       | Jan  | Feb  | Mär  | Apr   | Mai   | Jun   | Jul  | Aug  | Sep   | Okt  | Nov  | Dez  |   |         |
| Mittl. Tagesmax. (°C) | 5,4  | 7,9  | 14,1 | 19,9  | 24,4  | 29,1  | 32,0 | 31,4 | 26,8  | 21,0 | 13,7 | 7,4  | ⌀ | 19,5    |
| Mittl. Tagesmin. (°C) | −6,4 | −3,9 | 1,3  | 6,7   | 11,8  | 16,6  | 19,2 | 18,3 | 14,3  | 7,7  | 1,9  | −3,7 | ⌀ | 7       |
|                       |      |      |      |       |       |       |      |      |       |      |      |      |   |         |
| Niederschlag (mm)     | 45,5 | 55,1 | 98,8 | 106,2 | 111,3 | 129,3 | 74,2 | 89,2 | 117,3 | 90,9 | 95,3 | 80,3 | Σ | 1.093,4 |
|                       |      |      |      |       |       |       |      |      |       |      |      |      |   |         |
| Regentage (d)         | 5,7  | 6,2  | 8,3  | 8,7   | 8,8   | 8,5   | 5,8  | 6,9  | 7,6   | 7,0  | 6,8  | 6,9  | Σ | 87,2    |

| −6,4 |

| −3,9 |

| 1,3 |

| 6,7 |

| 11,8 |

| 16,6 |

| 19,2 |

| 18,3 |

| 14,3 |

| 7,7 |

| 1,9 |

| −3,7 |

| −6,4 |

| −3,9 |

| 1,3 |

| 6,7 |

| 11,8 |

| 16,6 |

| 19,2 |

| 18,3 |

| 14,3 |

| 7,7 |

| 1,9 |

| −3,7 |